# سبیل مسواکی

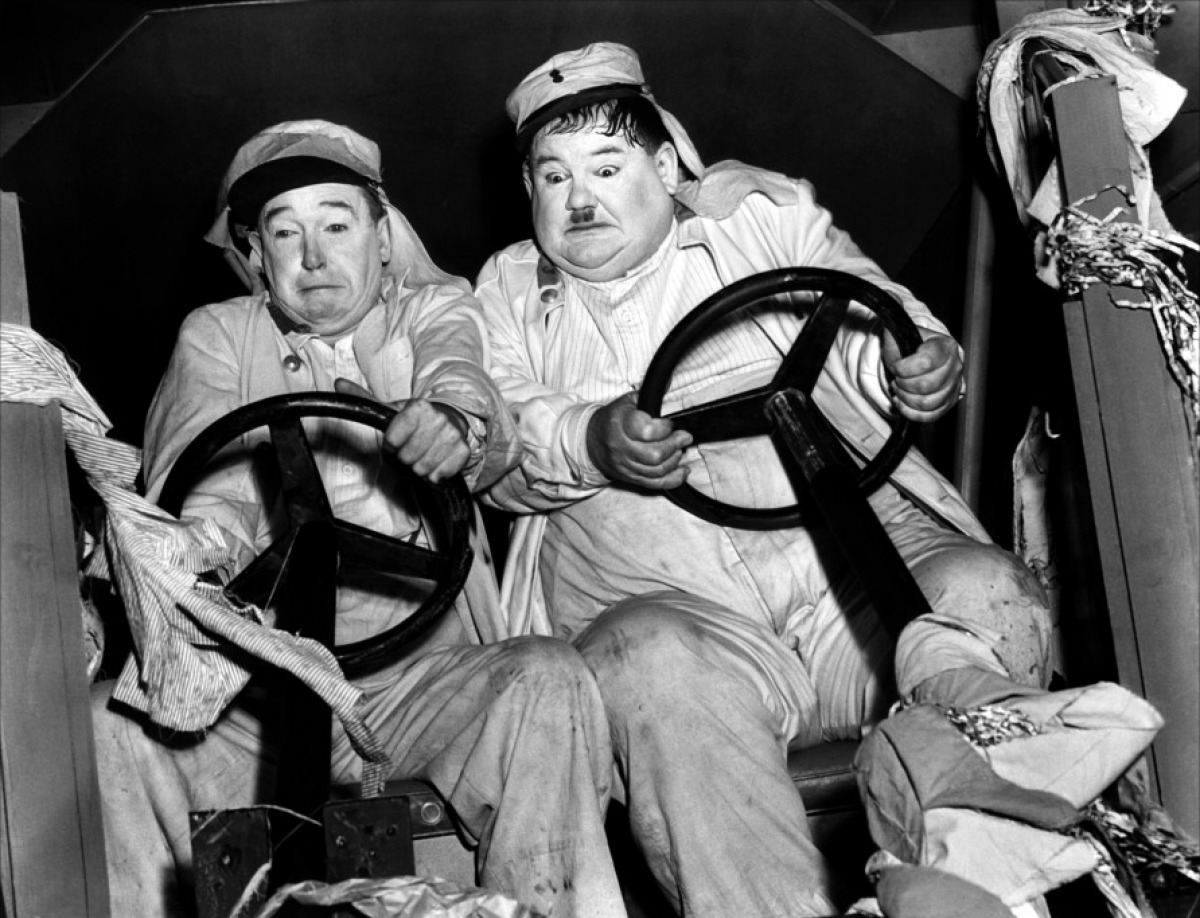
اولیور هاردی سبیل مسواکی می‌گذاشت. اوج محبوبیت آن بین سال‌های ۱۹۰۰ تا ۱۹۴۵ بود.

سبیل مسواکی گونه‌ای از مدل سبیل است که در آن لبه‌های سبیل تراشیده می‌شود. سبیل مسواکی به شکل مستطیل است و اندازه آن حدود ۳ در ۵ سانتی‌متر می‌باشد. این مدل سبیل ابتدا در قرن نوزدهم و در کشور ایالات متحده آمریکا محبوب شد و پس از آن به آلمان و دیگر نقاط دنیا گسترش یافت. سبیل مسواکی پس از جنگ جهانی دوم و به دلیل ارتباط بسیار نزدیکش با آدولف هیتلر رهبر نازی‌ها به سبیل هیتلری مشهور شد.
از این سو پس از جنگ دوم جهانی سبیل مسواکی به نمادی از هیتلر و نازی ها تبدیل شد. 
از مشهورترین افرادی که سبیل مسواکی داشتند می‌توان به آدولف هیتلر، چارلی چاپلین اولیور هاردی و جرج اورول اشاره نمود. سبیل مسواکی عناوین دیگری نیز دارد. مانند:  سبیل هیتلری، چارلی چاپلین و تمبر پستی.
چارلی چاپلین یکی از مشهورترین استفاده‌کنندگان سبیل مسواکی بود که نخستین مرتبه از این مدل سبیل برای کمدی‌های صامت مک سنت در سال ۱۹۱۴ استفاده کرد و پس از آن بود که چنین سبیلی برای چنین فیلم‌هایی با هنرپیشگی وی تصویب شد و برقرار ماند. چاپلین در مصاحبه‌ای مربوط به سال ۱۹۳۳ اظهار داشت که این مدل سبیل را به آن جهت انتخاب کرد که ظاهری طنزآلود داشته و به اندازهٔ کفایت، کوچک و ریز بوده که نتواند پیام خود را مستتر نماید (نه آنچنان کوچک که دیده نشود و نه آنچنان بزرگ که هدف خود را از دست بدهد). آدولف هیتلر یکی از طرفداران فیلم‌های چارلی چاپلین بود.

## مشهورترین افرادی که سبیل مسواکی داشتند

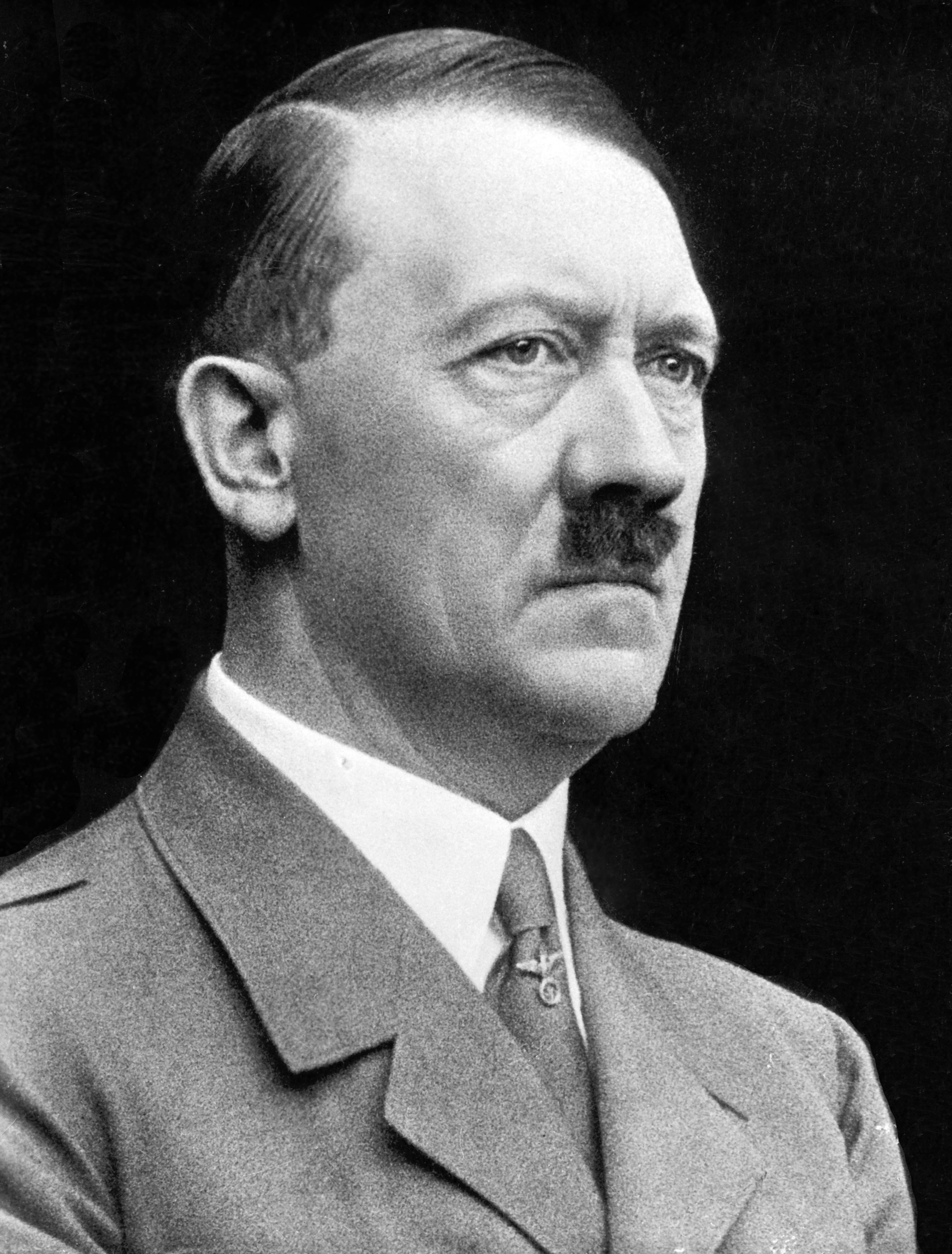
شمایل هیتلر چنان با سبیل مسواکی‌اش پیوند خورده بود که این مدل سبیل پس از جنگ جهانی دوم به شدت از مد افتاد.
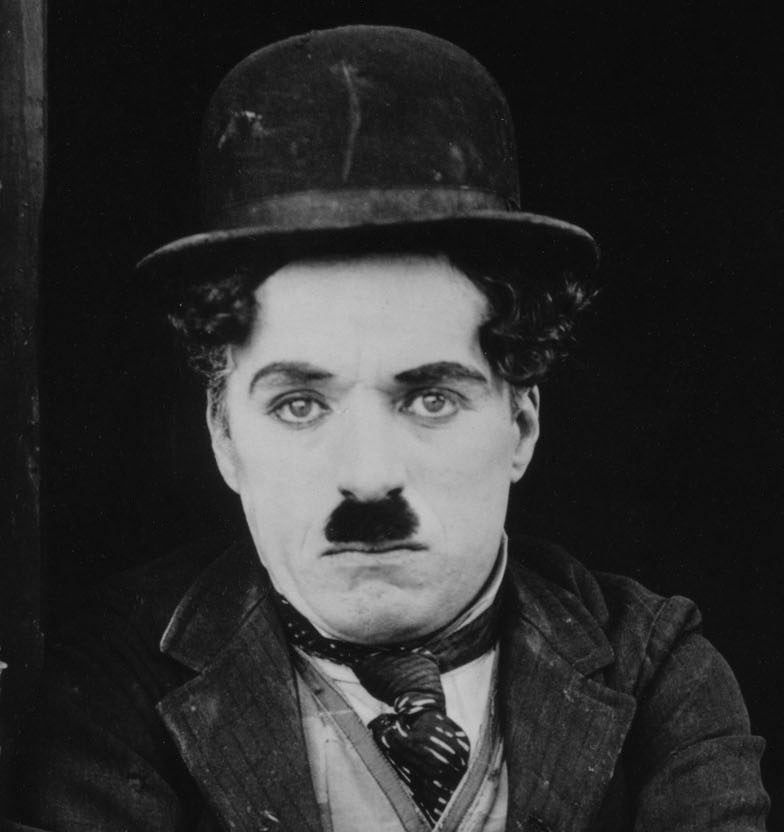
چارلی چاپلین باور داشت که سبیل‌های مصنوعی‌اش، خنده‌دار بنظر می‌آیند.
اولیور هاردی هنرپیشه کمدی سینمای آمریکا بود.
صادق هدایت نویسنده ایرانی
داوود منشی‌زاده رهبر حزب سومکا.
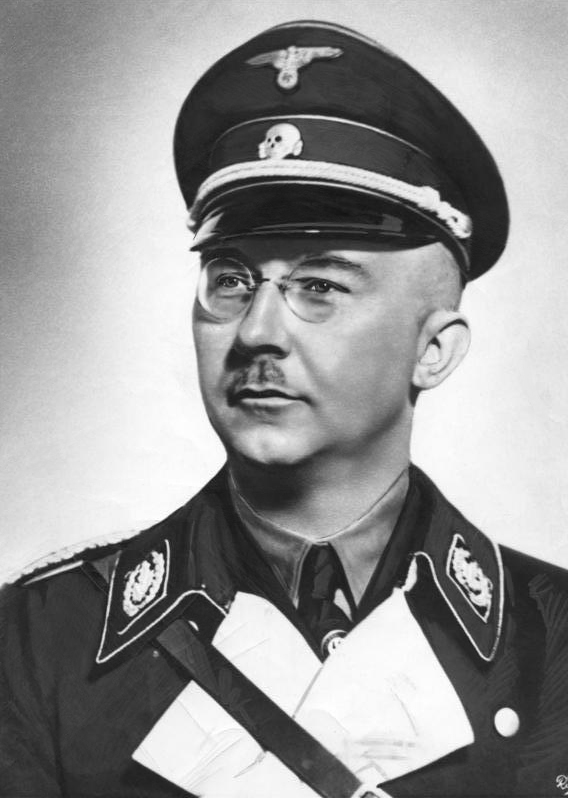
هاینریش هیملر فرمانده اِس اِس
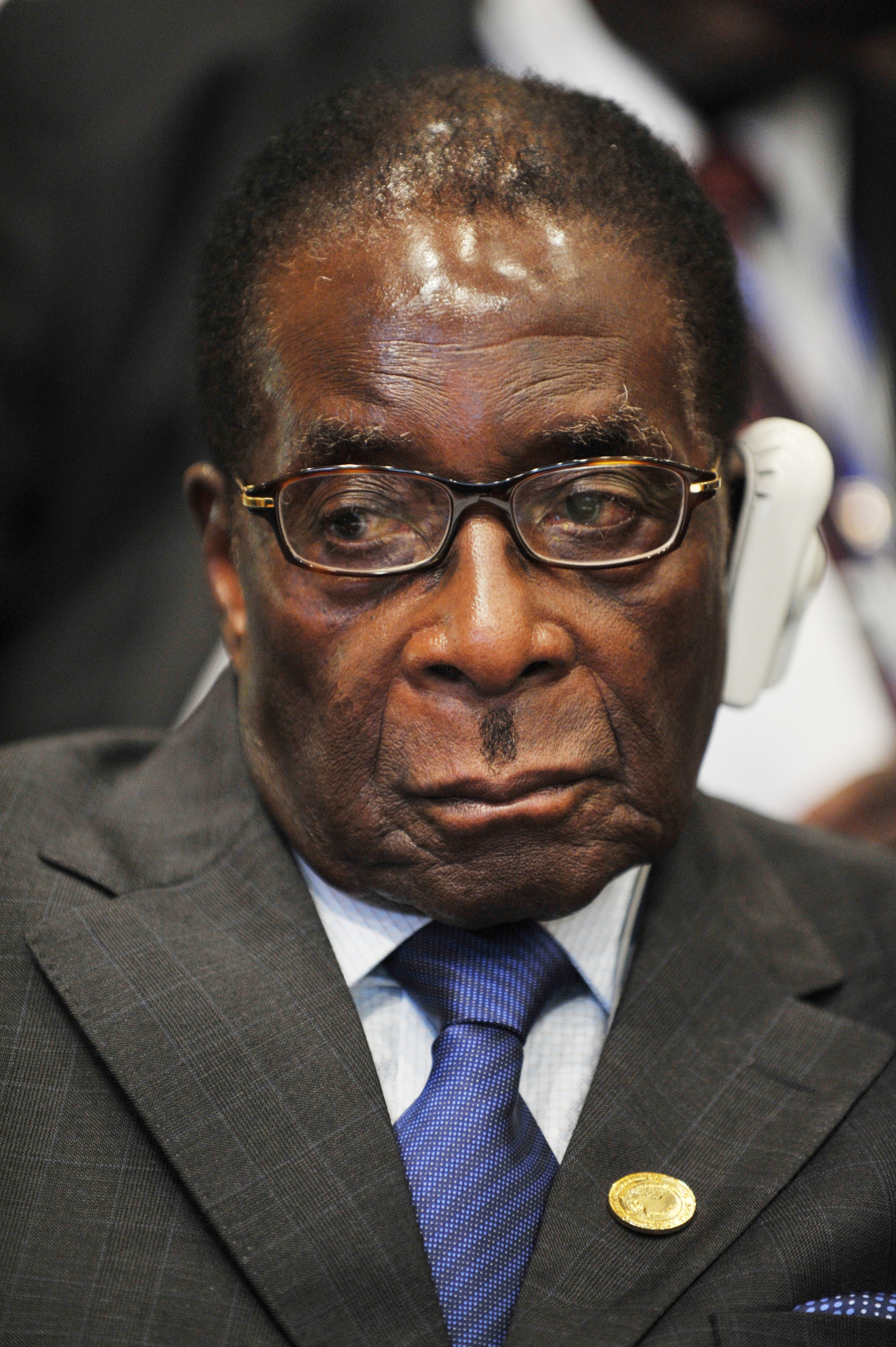
رابرت موگابه سیاستمدار آفریقایی
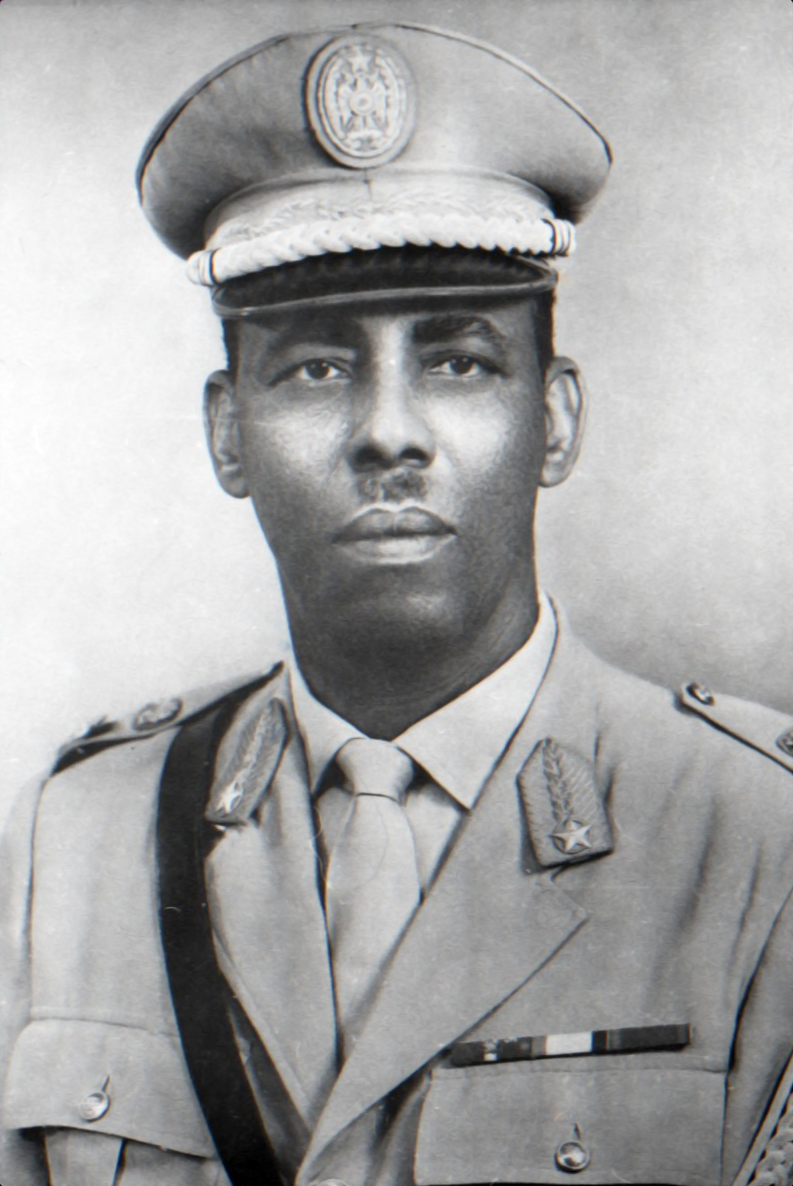
محمد زیادباره رئیس جمهوری دمکراتیک سومالی بود که نهایتاً طی با ائتلاف نظامی گروه‌های اپوزیسیون برکنار شد.
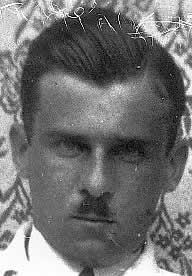
ایرمفرید ابرل یک پزشک اتریشی در دوره رایش سوم و از ۱۱ ژوئیه ۱۹۴۲ تا ۲۶ اوت ۱۹۴۲ فرمانده اردوگاه مرگ تربلینکا بود. او تنها پزشکی بود که به فرماندهی یک اردوگاه کار اجباری رسید.
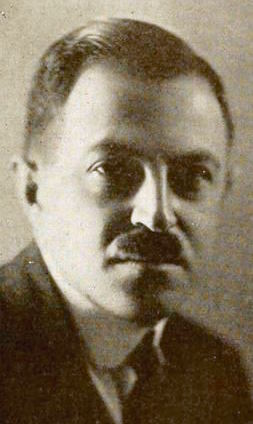
مکس فلیشر کارتون‌ساز آمریکایی و از پیشگامان پویانمایی بود.
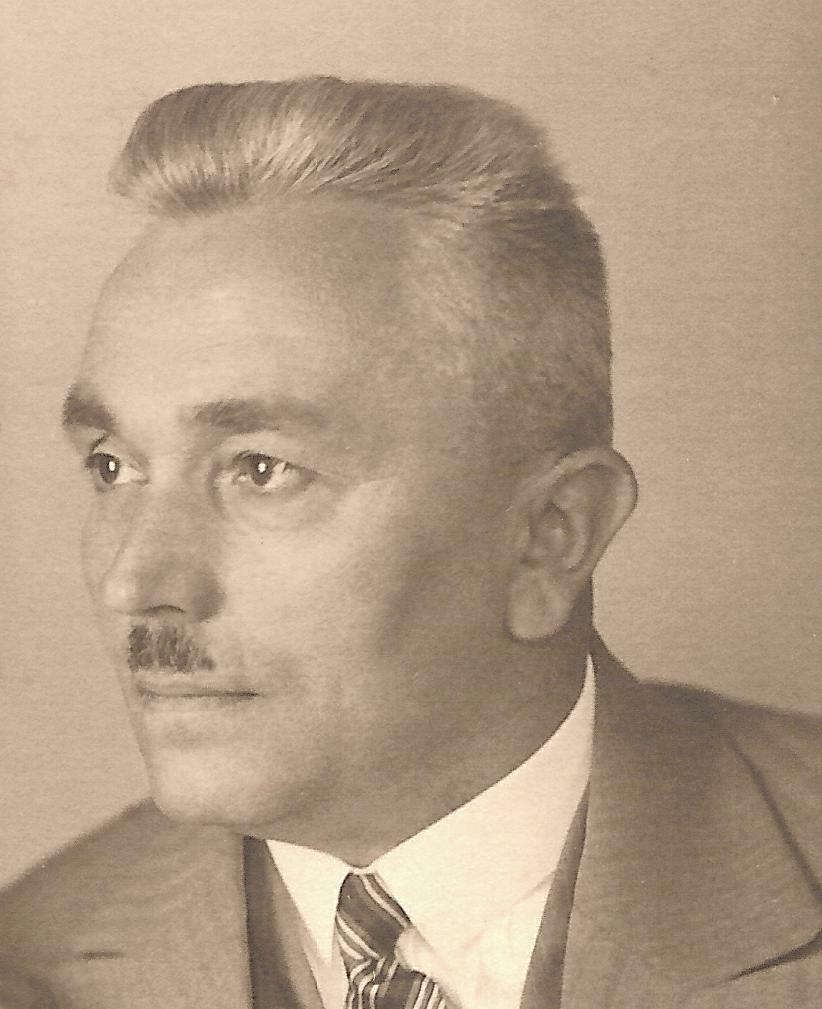
فریدریش کلنر یک سیاست‌مدار اهل آلمان بود.
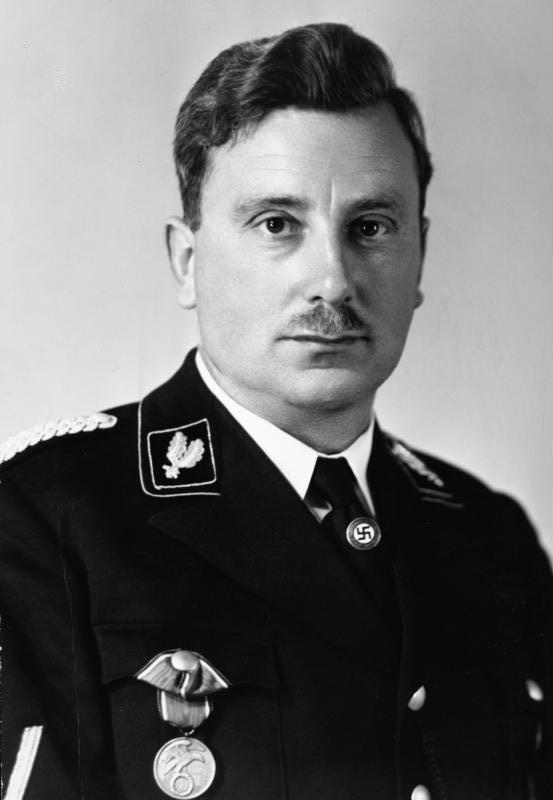
امیل ماوریس یک نظامی آلمانی در دوره رایش سوم از سال ۱۹۲۰ تا سال ۱۹۲۱ رهبر کل اس آ بود.
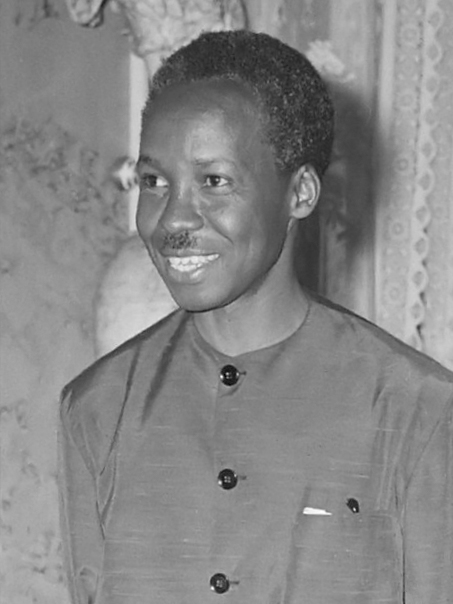
نایرره در سال ۱۹۶۵
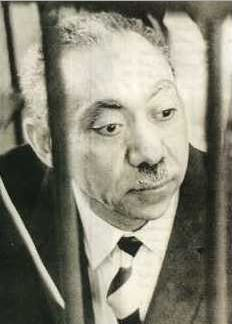
سید قطب نویسنده و نظریه‌پرداز مصری بود.
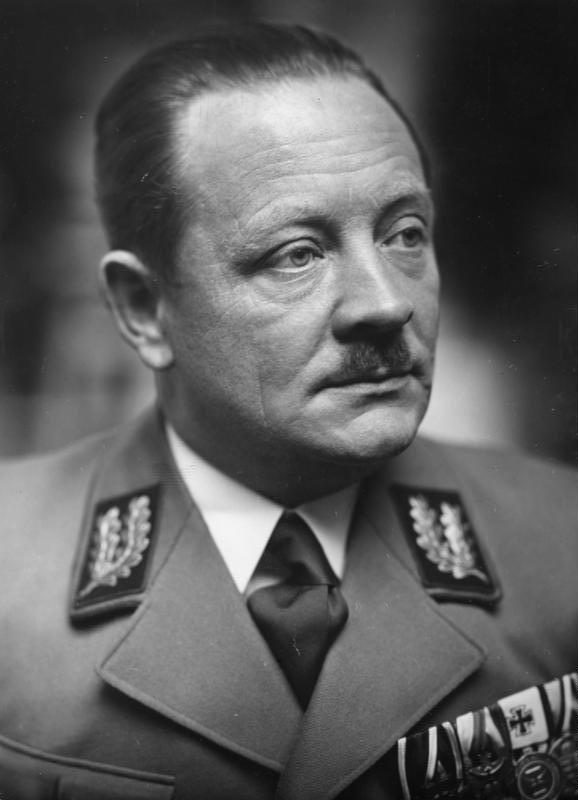
اریش کخ یک سیاستمدار آلمانی در دوره رایش سوم بود.
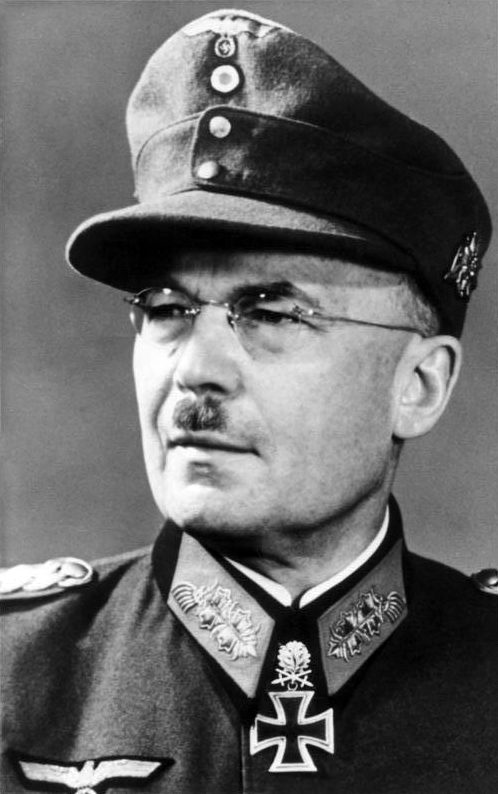
لوتار رندولیک یک ژنرال آلمانی بود.
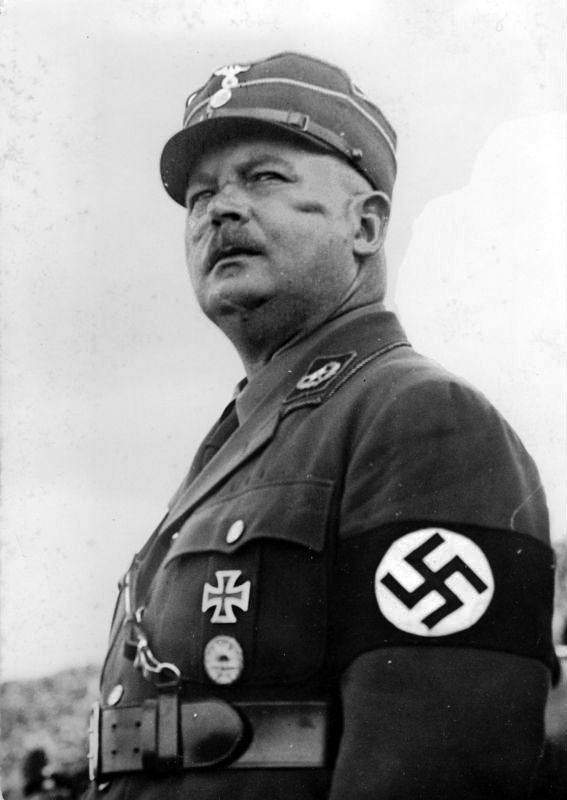
ارنست روم
یولیوس شرک اولین فرمانده اس اس و یک نظامی آلمانی بود که راننده شخصی ادولف هیتلر نیز بود.
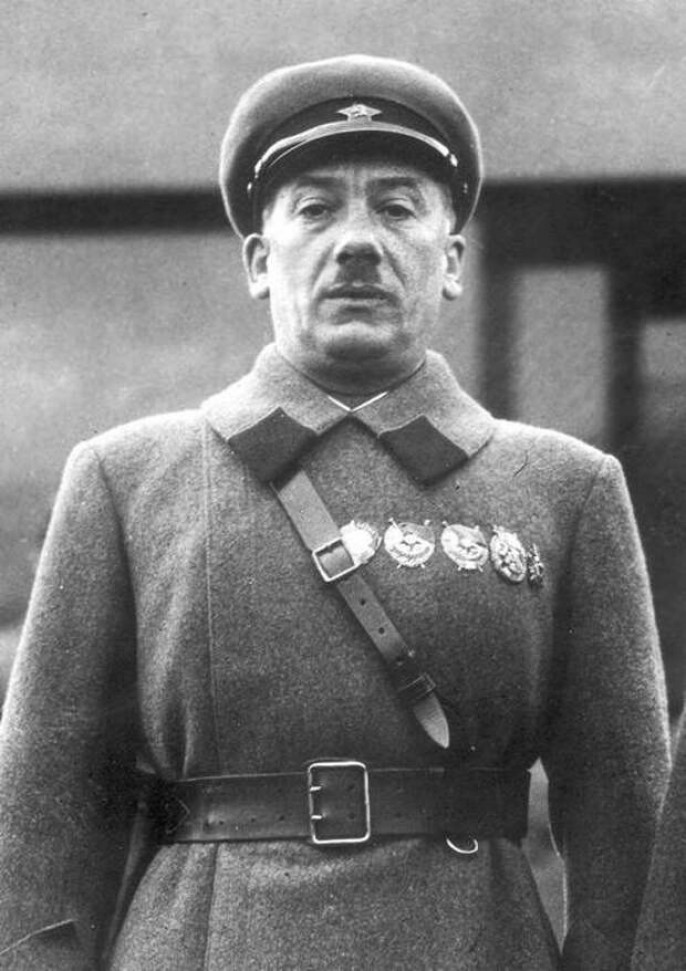
گنریخ یاگودا سیاست مدار روسی بود.
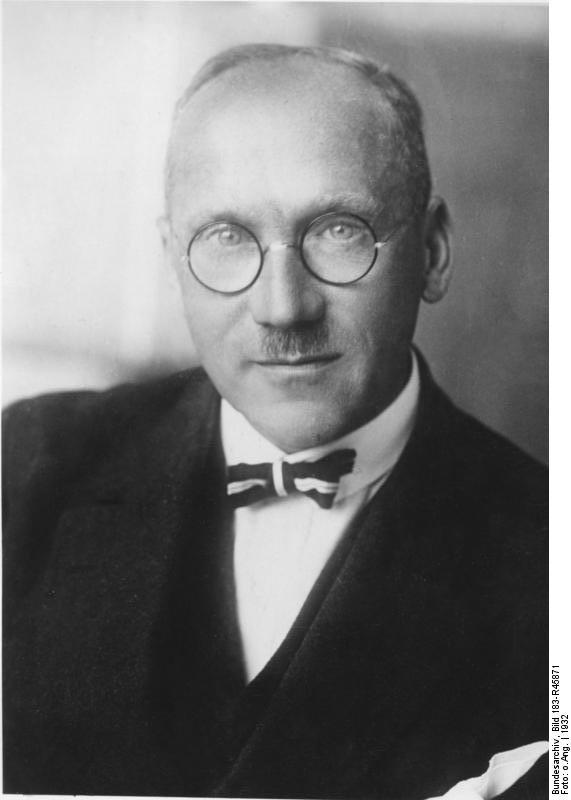
زاوئربروخ جراح آلمانی بود.
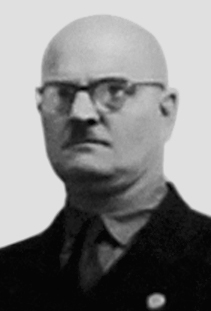
کریستیان ویرت یک افسر آلمانی بود.